# Zophomyia flavipennis
Zophomyia flavipennis là một loài ruồi trong họ Tachinidae.